# Pascal Bruckner
Pascal Bruckner (ur. 15 grudnia 1948 w Paryżu) – francuski powieściopisarz i eseista.

## Życiorys
Wychowywał się w Austrii, Szwajcarii i Francji. Wykładał w USA (w Kalifornii i na uniwersytecie w Nowym Jorku 1987–1995) i Francji. W latach 1990–1994 wykładał w paryskim instytucie badań politycznych (l'Institut d'Etudes Politiques de Paris). Współpracuje z czasopismem „Le Nouvel Observateur” (od 1987) i gazetą „Le Monde”.
W 1977 roku stał się znany dzięki wydanej razem z Alain Finkielkraut książce Le nouveau désordre amoureux, w której dyskutował z ideami rewolucji seksualnej. Pisał o tym, że jednym z największych odkryć obecnego pokolenia jest to, że wyzwolona seksualność też może być represyjna.
Poglądami bliscy mu w latach 70. byli Bernard-Henri Lévy, Alain Finkielkraut i André Glucksmann.
Bruckner prowadził dyskusję z Timothy Garton Ashem, w której bronił poglądu, że muzułmanie w Europie nadmiernie domagają się szczególnych praw i że multikulturalizm osłabia Europę. W eseju z 2006 roku La Tyrannie de la pénitence: Essai sur le masochisme Occidental pisał o masochizmie Zachodu, który bije się w pierś za grzechy kolonializmu i ludobójstwa za mało podkreślając zdobycze europejskiego Oświecenia (obrona praw człowieka, laicyzm).

## Twórczość

### Powieści
- Allez jouer ailleurs, Le Sagittaire 1976
- Lunes de fiel, Seuil 1981 (pol. Gorzkie gody, zekranizowana przez Romana Polańskiego – Gorzkie gody) – nagroda Prix Renaudot
- Parias, Seuil 1985 (pol. wydanie Pariasi)
- Le palais des claques (1986) (po pol. Pałac klapsów)
- Qui de nous deux inventa l'autre ?, Gallimard 1988
- Le divin enfant, Seuil 1992
- Les Voleurs de beauté, Grasset 1997
- Les ogres anonymes, Grasset 1998
- L’amour du prochain, Grasset 2005
- Mon petit mari, Grasset 2007
- Le Paradoxe amoureux, Grasset 2009
- Le mariage d’amour a-t-il échoué ?, Grasset 2010
- Le Fanatisme de l’apocalypse. Sauver la Terre, punir l’Homme29,30, Grasset-Fasquelle 2011
- La Sagesse de l'argent, Grasset 2016
- Un Racisme imaginaire. La Querelle de l’islamophobie., Grasset-Fasquelle 2017

### Eseje
- Fourier, Seuil 1975
- Le Nouveau Désordre amoureux , Seuil 1977
- Au coin de la rue, l'aventure , Seuil 1979
- Le Sanglot de l’homme blanc: Tiers-Monde, culpabilité, haine de soi, Seuil 1983
- La Mélancolie démocratique, Seuil 1990
- La Tentation de l'innocence, Grasset 1995 – nagroda Prix Médicis
- Le Vertige de Babel. Cosmopolitisme ou mondialisme, Arlea poche 1999
- L'Euphorie perpétuelle: Essais sur le devoir de bonheur, Grasset 2000
- Misère de la prospérité: La religion marchande et ses ennemis, Grasset 2002
- La Tyrannie de la pénitence: Essai sur le masochisme Occidental, Grasset 2006 (pol. tłum. Tyrania skruchy. Rozważania na temat samobiczowania Zachodu, tłum. A. Szeptycki, PIW, 2019[3])